# Egidio Vagnozzi
Egidio Vagnozzi, italijanski rimskokatoliški duhovnik, škof in kardinal, * 26. februar 1906, Rim, † 26. december 1980.

## Življenjepis
22. decembra 1928 je prejel duhovniško posvečenje.
9. marca 1949 je bil imenovan za naslovnega nadškofa Mire in za apostolskega delegata na Filipinih; 22. maja istega leta je prejel škofovsko posvečenje.
Z povzdigom delegacije v nunciaturo je 9. avgusta postal apostolski nuncij na Filipinih; to je opravljal do 16. decembra 1958, ko je postal apostolski delegat v ZDA.
26. junija 1967 je bil povzdignjen v kardinala in imenovan za kardinal-diakona S. Giuseppe in via Trionfale.
13. januarja 1968 je postal prefekt Prefekture za ekonomske zadeve Svetega sedeža.
5. marca 1973 je bil imenovan za kardinal-duhovnika S. Giuseppe in via Trionfale.